# Erwin Andrä
Erwin Andrä (* 20. Mai 1921 in Dresden; † 16. Juli 2022) war ein deutscher Formgestalter.  Er war von 1964 bis 1971 Rektor der Hochschule für industrielle Formgestaltung Halle, Burg Giebichenstein in Halle (Saale).

## Leben
Andrä war der Sohn eines Drehers und einer Floristin. Er absolvierte von 1935 bis 1939 in Dresden in der Modellfabrik Adolf Heß & Sohn eine Lehre als Modellbauer und arbeitete dann dort in seinem Beruf. 1941 wurde er zur Wehrmacht eingezogen und er nahm bis 1944 am Zweiten Weltkrieg teil. Von 1944 bis 1947 arbeitete er wieder als Modellbauer. Von 1947 bis 1949 studierte er an der Hochschule für Werkkunst in Dresden. Dort war er von 1949 bis 1951 Werkmeister, 1950 außerdem Wissenschaftlicher Assistent und 1951/1952 Oberassistent an der Staatlichen Hochschule für Werkkunst in Dresden. Von 1952 bis 1955 lehrte Andrä am Institut für angewandte Kunst in Berlin und leitete die Abteilung Holzwaren und Spielmittel. 1952 trat er in die Sozialistische Einheitspartei Deutschlands (SED) ein. 1953 wurde er Kurator der DDR-Spielzeugausstellung in Ost-Berlin. 1954 leitete Andrä die Ausstellungsreihe „Deutsche angewandte Kunst vom 16. Jahrhundert bis zur Gegenwart“ in Moskau.
Von 1955 bis 1961 war Andrä Hauptverwaltungsleiter im Ministerium für Leichtindustrie der Deutschen Demokratischen Republik (DDR) und ab 1958 Fachbereichsleiter in der Staatlichen Plankommission. Von 1961 bis 1964 war er Direktor des Instituts für Spielzeug in Sonneberg. Von 1964 bis 1971 war er Rektor und Professor der Hochschule für industrielle Formgestaltung Halle, Burg Giebichenstein in Halle (Saale). 1965 gründete und leitete er den Fachbereich Spielmittelgestaltung. Von 1968 bis 1970 war er Vizepräsident des Verbands Bildender Künstler der DDR. 1974 und 1978 war er Mitglied im internationalen Komitee zur ersten und zweiten „Quadriennale des Kunsthandwerks sozialistischer Länder“ sowie 1972 und 1977 Jurymitglied der siebenten und achten Kunstausstellung der DDR in Dresden.
Von 1980 bis 1986 war Andrä Erster Prorektor der Hochschule für industrielle Formgestaltung Halle, Burg Giebichenstein und Leiter der Abteilung Internationale Beziehungen. Er baute Kontakte zur Folkwang-Musikhochschule in Essen und zum Royal College of Art in London auf. 1986 wurde Andrä emeritiert. Bis 1990 leitete er Weiterbildungskurse für Hochschullehrer an der Hochschule für Industrielle Formgestaltung in Hanoi. Andrä war in der Partei Die Linke aktiv und saß für diese im Beirat für den Zoologischen Garten in Halle (Saale).

## Werk
Andrä gestaltete verschiedene Gebrauchsgegenstände, darunter Dosen, Schalen, Leuchter aus Holz, Schachspiele aus Ebenholz und Zitronenhölzern. Von Andrä stammt der Sitzungshammer im Sächsischen Landtag in Dresden. Andrä gestaltete Spielzeuge für Kleinkinder. Von Andrä stammen viele Sportspielgeräte, neue Formen von Trampolins, Kinderwagen der Firma Zekiwa Zeitz, Puppen, Spielplätze und Spielplatzgeräte in Rostock.

### Beispiel für Werke
- Plüschbär (1976; mit Kristina Dietzel; auf der VIII. Kunstausstellung der DDR)[2]

## Ehrungen
- 1977 Vaterländischer Verdienstorden (DDR)
- 1981 Designpreis der DDR
- 1983 Freundschaftsmedaille der SR Vietnam
- 1986 Hans-Grundig-Medaille (DDR)
- 1989 Stern der Völkerfreundschaft (DDR)

## Fachpublikationen (Auswahl)
- Erwin Andrä: Spielzeug. Verlag der Kunst, Dresden 1955.
- Erwin Andrä: Spielzeug. Hochschule für Industrielle Formgestaltung, Halle 1968.
- Erwin Andrä und D. Kirchhöfer: Spielzeug für Kinder – Kindheit in der DDR. Frankfurt (Main) 2003.